# Mr. Bean (videojoc)
Mr. Bean és un videojoc de plataformes basat en la sèrie animada de Mr. Bean. Va ser desenvolupat per Beyond Reality Games, i llançat per Blast! Entertainment per a PlayStation 2 el 23 de novembre de 2007 i per a Nintendo DS el 14 de març de 2008, només a les regions PAL.
Una versió per a Wii va ser llançada el 6 de febrer de 2009 amb el nom de Mr Bean's Wacky World of Wii, arribant a Amèrica el 31 de gener de 2011.

## Jugabilitat
El joc fa que el jugador controli Mr. Bean mentre avança per una sèrie de nivells lineals en els quals ha de saltar entre obstacles, evitar enemics i resoldre trencaclosques. Quan s'ha completat un nivell, se n'obre un de nou. Pel que fa a la trama, al Mr. Bean li han robat el seu peluix Teddy i ha de recollir 750 galetes a través dels nivells per recuperar-lo. El joc també inclou una sèrie de minijocs.

## Recepció
El joc ha rebut crítiques generalment negatives. Una ressenya del públic a GameSpot de la versió per a PlayStation 2 li va donar un 1,5 sobre 10, criticant-ne la jugabilitat, la manca d'una trama clara, els gràfics i els nombrosos glitches del joc. El joc va rebre certa tracció amb un vídeo de YouTube del creador de contingut alemany Shimtex, que el va comparar amb la sèrie Crash Bandicoot però sense el seu disseny de nivells ni la seva jugabilitat.